# Fokker V 5
Die Fokker V 5 war der Prototyp eines deutschen Jagdflugzeuges des Ersten Weltkrieges. Sie bildete das Ausgangsmuster des bekannten Fokker-Dreideckers.

## Entwicklung
Nach dem überraschenden Auftauchen des britischen Dreideckers Sopwith Triplane an der Flandernfront im Januar 1917 vergab die Idflieg an verschiedene Flugzeughersteller Probeaufträge – bekannt sind Anweisungen vom 9. Juli 1917 an die Pfalz-Flugzeugwerke und Siemens-Schuckert – zur Schaffung eines deutschen Konkurrenzmodells. Als Anthony Fokker etwas zu Anfang Juni schon vorab von diesen Plänen erfuhr, befanden sich in seinen Schweriner Werken die drei Versuchsdoppeldecker D IV, D VI und D VII seit Anfang des Jahres in der Entwicklung. Kurzerhand ließ er die am 13. Juni 1917 vom k.u.k.-Militär bestellte D VI mit der Werknummer 1661 zum Dreidecker mit freitragenden Tragflächen umbauen, der späteren V 4; zusätzlich gab er die Anweisung zum Bau eines zweiten Exemplars, das einstielige Verstrebungen erhielt und anfangs auch als D VI und rückwirkend V 5 bezeichnet wurde. Ein weiteres Merkmal, das die V 5 von der V 4 unterschied, war die gerade Vorderkante des Höhenleitwerks, die für den Serien-Dreidecker Dr.I beibehalten wurde. Die Auftragserteilung noch unter dem alten Kürzel D VI erfolgte am 5. Juli 1917, weshalb dieses Datum oft fälschlicherweise als Tag des Erstfluges angegeben wird. Tatsächlich befand sich die V 5 ab diesem Zeitpunkt erst im Bau, aber bereits einen Monat später wurde sie am 7. August für statische Belastungstests an die Deutsche Versuchsanstalt für Luftfahrt in Adlershof abgegeben. Bis dahin war das Flugzeug bereits eingeflogen worden; der Erstflug des Fokker-Dreideckers fand also zwischen diesen beiden Daten statt, wahrscheinlich zum Ende Juli/Anfang August zu. Des Weiteren ist auch das Kürzel F I für die V 5 nicht stimmig; damit wurden lediglich die drei gebauten V 4 bezeichnet. Als Fokker bereits am 14. Juli 1917 den ersten Bauauftrag über 20 vorerst als F I betitelte Dr.I erhielt, wurde die V 5 als Nummer 101/17 in dieses Baulos (Nummern 100/17−119/17) integriert und so als Serienmaschine F I ausgeliefert.

## Technische Daten
| Kenngröße                       | Daten |
| ------------------------------- | --- |
| Besatzung                       | 1 |
| Spannweite                      | 6,725 m |
| Länge                           | 5,75 m |
| Höhe                            | 2,725 m |
| Flügelfläche                    | 16,0 m² |
| Leermasse                       | 375 kg |
| Startmasse                      | 571 kg |
| Antrieb                         | ein luftgekühlter Neunzylinder-Umlaufmotor                                                                          |
| Typ                             | Oberursel Ur II |
| effektive Leistung Nennleistung | 120 PS (88 kW) in Bodennähe 100 PS (74 kW) bei 1200/m                                                               |
| Kraftstoffvorrat                | 65 l |
| Höchstgeschwindigkeit           | 200 km/h |
| Steigzeit                       | 1 min auf 1000 m Höhe 4,5 min auf 2000 m Höhe 8,5 min auf 3000 m Höhe 14 min auf 4000 m Höhe 23 min auf 5000 m Höhe |
| Bewaffnung                      | zwei starre 7,9-mm-Spandau-MG                                                                                       |